# 大和製菓
株式会社大和製菓（やまとせいか）は、長崎県佐世保市に本社を置く、菓子（主にスナック菓子と煎餅）・和菓子の製造販売会社。やまとの味カレーの製造販売で知られる。長崎県菓子工業組合の一員。福岡市、名古屋市、大阪市にも出張所を持ち、長崎県内においては直売所を運営している。

## 社名の由来
創業当初、佐世保市大和町に工場があったことと、日本（大和）の名前の通った製菓会社に成長させたいという願いから社名が付けられた。

## 沿革
- 1952年 - 創業
- 1960年 - 菓子製造業を開業。第一号商品はやまとの味カレー。
- 1973年 - 第18回全国菓子大博覧会にて、やまとの味カレーが大臣賞を受賞する。

## 主な商品
- やまとの味カレー（キャラクターは侍の大和くん）
- やまとのえびせん
- やまとのかめせん
- やまとの味チーズ
- 佐世保バーガースナック
- ポテトフライ
- 栗ぼうろ
- 長崎カステラ
- 生姜入りせんべい
- 丸ぼうろ
- ロマンサンド